# TextArt
TextArt. Magazin für kreatives Schreiben ist eine deutsche Zeitschrift für kreatives Schreiben und alle Aspekte des Schreibhandwerks. Sie erschien vierteljährlich mit einer Auflage von ca. 18.000. Mit der Ausgabe 1–2/2018 erscheint TextArt unter neuen Herausgebern.

## Geschichte
Gegründet wurde die Zeitschrift im Jahr 2000 von Oliver Buslau und Carsten Dürer nach dem Vorbild etablierter amerikanischer Literaturmagazine, wie z. B. Writer’s Digest. In Deutschland wurden solche Zeitschriften ebenso wie Schreibratgeber lange Zeit nicht ernst genommen.
TextArt ist neben der „Federwelt“, der Fachzeitschrift für Autoren, und dem Newsletter „The Tempest“ im deutschen Sprachraum eines der Magazine, die sich dem Schreiben und Veröffentlichen widmen.

## Inhalte
Die Zeitschrift druckt Fachartikel z. B. über Spannung, Stil, Personen, Perspektiven und Exposé, daneben Interviews bekannter und weniger bekannter Autoren. Der Thrillerautor Andreas Eschbach, die Krimiautorin Nikola Hahn und zahlreiche andere Autoren haben für das Magazin geschrieben.